# Jim DeMint
Jim DeMint (Greenville, 1951. szeptember 2. –) az Amerikai Egyesült Államok szenátora (Dél-Karolina, 2005–2013).